# 日軽金アクト
日軽金アクト株式会社（にっけいきんあくと、英文社名：Nikkeikin Aluminium Core Technology Company Ltd.）は、日本軽金属グループに所属するアルミニウム製品の製造メーカーである。

## 主力製品・事業
- アルミニウム押出材の製造・販売

## 主要事業所
- 本社 - 東京都港区新橋1-1-13

## 沿革
- 2002年10月 - 日本軽金属の押出事業部と軽圧事業部を分社化し、日軽金アクト株式会社設立。
- 2011年03月 - 日軽形材株式会社、理研軽金属工業株式会社、日軽建材工業株式会社、株式会社エヌティーシー、日軽新潟株式会社、日軽蒲原株式会社と共同株式移転により、中間持株会社日軽金加工開発ホールディングス株式会社（日本軽金属の完全子会社）を設立。同社の完全子会社となる[2]。
- 2012年10月 - 親会社の日軽金加工開発ホールディングス株式会社が日本軽金属ホールディングス株式会社の完全子会社となる。
- 2019年12月 - 本社を東京都港区新橋1-1-13に移転

## 歴代 代表取締役社長
- 富岡 政文（2002年１０月～2003年１２月）
- 井上 厚（2003年１２月～2008年６月）
- 清水 幹雄（2008年６月～2014年６月）
- 安達 章（2014年６月～2019年６月）
- 伊藤 嘉昭（2019年６月～2024年６月）
- 五百竹 秀夫（2024年６月～現）

## 主要関係会社
- 日本軽金属ホールディングス株式会社
- 日軽金加工開発ホールディングス株式会社
- 日軽形材株式会社
- 日軽蒲原株式会社
- 日軽新潟株式会社
- 株式会社エヌティーシー
- 理研軽金属工業株式会社

他